# エコーナイト
『エコーナイト』は、1998年8月13日にフロム・ソフトウェアから発売されたPlayStation用ゲームソフト、およびそのシリーズ名。
本項では、続編である『エコーナイト#2 眠りの支配者』『ネビュラ -エコーナイト-』も併せて記載する。

## 概要
主観視点のホラーアドベンチャーゲーム。難易度の高い謎解きの要素が特徴。ストーリーはリアルタイムで進行していくので時間経過によって、ひとつの謎に対して複数の解法がある事が大きな特徴となっている。 
ゲームの舞台は、24年前に消息不明となった豪華客船オルフェウス号。そこには当時乗船していた人たちの魂が、ある事件がきっかけで存在し続けている。その呪縛を解き放し、船の持ち主であった大富豪ロックウェルにまつわる謎を解き明かし、主人公を現実の世界へ帰還させることが目的となる。
主人公以外の登場人物全てにフルボイスが採用されており、PS2などの後継機で起動するとセリフと字幕が合わないバグが発生することもある。
次作である『眠りの支配者』は洋館が舞台のオーソドックスなものだが、3作目の『ネビュラ エコーナイト』は未来の宇宙ステーションが舞台であり、亡霊こそ登場するものの、前2作と違いSF要素が加わっている。
また、シリーズ全体の特徴として亡霊の未練を解決して先に進むという構成がある。何らかの理由でこの世に留まる彼らとのイベントをクリアすることでストーリーが進んでいき、登場する全ての霊とのイベントをクリアするとベストエンディングにつながるというのも恒例である。例外として、2では全ての霊の願いを叶えずにクリアすると特別なエンディングが見られる。
ちなみに、シリーズ通して主人公名が「リチャード・オズモンド」であるが、全て同姓同名の別人である。
なお、「PLAYSTATION Store」のゲームアーカイブスにおいて、『エコーナイト』『エコーナイト#2 眠りの支配者』が配信されている。

## エコーナイト

### ストーリー
ある日、主人公リチャードの元に届いた父親からの手紙。そこには見覚えのない小さな鍵が入っていた。火事で焼け落ちた父の家を探索しているうちに、リチャードは若き日の父が「赤い石」を持つ老人の殺害を試みるものの、自らの孫娘を盾にした老人の卑劣さに負けて返り討ちに遭う様子を幻視する。そして、そこにあった客船の絵を目にしたリチャードは、次の瞬間24年前に消息不明になったはずの豪華客船「オルフェウス号」の船上にいた。
「オルフェウス号」に閉じ込められたリチャードは、亡霊と激しい攻防を繰り広げながら脱出を試みる。

### 登場人物

#### 生者
生きながら船を探検する数少ない者達。
リチャード・オズモンド
主人公。25歳。父からの手紙をきっかけに「オルフェウス号」遭難事件に巻き込まれる。行動により4種類のエンディングがあるため、彼の生存はプレイヤーにかかっている。
ヘンリー・オズモンド
リチャードの父。画家。「オルフェウス号」に囚われた何かを探るために船を探索する。後から来た息子に助言を行ったり、不可解な不意打ちを行ったりしつつも船の深層へ進む。
実は「青い石」の所持者の家に生まれたために、「赤い石」が「青い石」の力で破壊されることを恐れるウィリアム・ロックウェルに家族を殺されており、若い頃にその復讐を目論みウィリアムと石を巡る対決をしたが、奇襲むなしく返り討ちに遭い、自分が持っていた青い石の欠片をクレアに預けて逃げた。

#### 死者
何らかの理由で死に至り、船内を彷徨い続ける者たち。多くの死者は、自らが死んだことに気付かず生前の行動を繰り返している。
グレッグ・キャプスタン
声 - 西村知道
船長。乗客乗員が謎の死を遂げた船で謎を解いてくれる者を待っていた。
ジョン・カッター
船員。結核を抱える婚約者と出航前に逢えなかったことが心残りになっている。
ビリー・ボラード
声 - 岡和男
船員。以前、波止場での作業中に魔物に襲われ、日の出のために九死に一生を得たが、それ以来魔物を強く恐れている。
ロブ・デリック
クレアの伯父。錯乱した親友を幽閉してしまった罪悪感から酒に溺れている。
フィアナ・パーセリング
クレアの従姉妹。魔物の出る部屋に閉じこもってしまった妹・ディアナの身を案じている。
ディアナ・パーセリング
フィアナの妹。自分の部屋に魔物が現れるようになってしまったため、誰も傷付けたくない思いから死してなお部屋に閉じこもってしまっている。
エド・ムアリング
ロブの親友の画家。「魔物が生まれるのを見た」と錯乱、ロブ、フィアナ、ディアナに閉じ込められた。
オスカー・ロックウェル
クレアの弟。
トマス・ガゼット
医師。ウィリアムに頼まれて毒薬の生成方法を処方箋に記したが、それが毒殺に使われたのではという疑念と罪悪感に苦しんでいる。
ポーリー・オーニング
声 - 岡和男
カジノの支配人。とにかく強い勝負師の到来を待ち侘びている。
トム・ラダー
ルーレットのディーラー。強い勝負師との勝負を待ち侘びている
エリザベス・クローネスト
カジノの女ディーラー。真に強い勝負師との勝負を待ち侘びており、コインを100枚以上所持していないと勝負してくれない。
スコット・ガーボード
声 - 千葉一伸
映写技師。親しくなったフレッド少年と一緒に見るためのフィルムが到着するのを待っている。
フレッド・モールディング
ゲストの一人。カレンの子供で、好奇心旺盛。映写技師のスコットと仲良くなり、一緒に映画を見る約束をしている。
カレン・モールディング
雇われた歌手。フレッドの母親。
ピーター・スクーナー
声 - 水鳥鉄夫
執事。正装した客を大食堂へ案内する仕事を任されている。
アーサー・ロックウェル
声 - 石森達幸
ウィリアムの長男。クレア姉弟の伯父。ウィリアムの持つ「赤い石」の力を危険視し、妻と協力して「赤い石」を処分しようとするが、その計画を嗅ぎ付けたウィリアムによって妻諸共殺害されてしまった。
自らが死んだことをはっきりと自覚しており、主人公にウィリアムの部屋に入るためのプレート収集を依頼する。
ヒルダ・ロックウェル
声 - 鈴木れい子
アーサーの妻。クレア姉弟の伯母。
エミリ・スカットル
声 - ならはしみき
メイド。死んでしまったことにまったく気付いておらず、調度品のオウムの玩具を壊してしまったことでウィリアムの凶行の次の犠牲者になるかもしれないと怯え切っている。
アーネスト・ウラッジ
声 - 西村知道
航海士。下部に残してきた部下たちを案じている。
マイク・トランザム
声 - 水鳥鉄夫
船員。電燈がつかないためランプを手に巡回しており、その際に魔物に殺されてしまった。交代船員のはずのチャーリーがこないため、死したあともひたすら巡回を繰り返している。
チャーリー・ガーダー
船員。通信無線の使用回線を覚えられないことに悩むあまり、書類の確認に没頭して巡回の交代を忘れてしまっている。
ロバート・ダンフォース
船員。ロッカーの開け方がわからなくなってしまい、魔物からの脱出ルートとして修理するはずだった扉に辿り着けず困っている。
マーチン・バックスタッフ
船員。電信室の音に怯えている。
ジャック・ロックウェル
声 - 水鳥鉄夫
ウィリアムの次男でアーサー・エミリアの弟。クレア姉弟の伯父。父の凶行に加担したことへの罪悪感と自己嫌悪から昇天できず彷徨っている。
エミリア・ロックウェル
声 - ならはしみき
ウィリアムの長女でアーサーの妹。クレア姉弟の伯母。夫・ジェームスを病で亡くしており、父の凶行や自暴自棄となった弟の姿に心を痛めている。

#### ???
クレア・ロックウェル
「オルフェウス号」の持ち主、ウィリアムの実孫で、事故死したウィリアムの三男・フィリップとケイト夫妻の娘。ヘンリーに「青い石」の欠片を託された。
ウィリアム・ロックウェル
声 - 石森達幸
ロックウェル一族当主。没落の一途を辿っていたロックウェル家を一代で立て直した男。実は「赤い石」を使い、多くの人の人生を奪って生きてきた。ヘンリーの両親（リチャードの祖父母）を殺した張本人。
霊能者
声 - 長嶝高士
展望台にいる盲目の男。主人公に青い石の欠片を授ける。霊を成仏させることで得られるアストラルピースと交換に貴重な体力回復アイテムをくれる。数少ない協力者。ゲーム終盤では、意外な場所で再会することとなる。彼を敵と捉えるか、味方と捉えるかは、プレイヤーの手に委ねられている。

#### 魔物
プレイヤーの行く先々で現れる危険な亡霊。さまざまな人外の力を行使する彼らから逃れるには電燈を点けるしかない。彼らを昇天させることがその階層でのクリア条件でもある。
少女
プレイヤーが最初に遭遇する亡霊。ポルターガイスト現象を起こす。
正体は、父の勤務先の炭鉱でウィリアムに出会ってしまい「赤い石」の犠牲となった少女・エリナ。父との思い出の人形を渡すと正気を取り戻し、昇天する。
女性
声 - ならはしみき
中盤で遭遇する。霊気を放ち、リチャードに憑依させる。
その正体は、ウィリアムによって「赤い石」の生贄とされたロックウェル家のメイド・リサ。想い出のペンダントを渡すと正気を取り戻し、昇天する。
王
声 - 岡和男
終盤、機関室周辺で遭遇する。遠方からリチャードを引き寄せてくる。
その正体は、数百年前、「赤い石」を生み出した錬金術師の友人でありながらそれを裏切って錬金術師を殺害し、「赤い石」の力で王の地位に登りつめた老王・アンドリュー。皮肉にも彼自身、「赤い石」の力を狙っていたロックウェル家の祖先である衛兵・アレンに殺害されたため、ロックウェル家に強い恨みを抱いている。生前溺愛していた娘のカメオを渡すと正気を取り戻し、昇天する。

### 用語
赤い石のナイフ
人の魂を捧げることで持ち主の運命を変える力を持つ秘石。
青い石
赤い石の運命を捻じ曲げる力を「元に戻す」力を持つ秘石。二つに割れていた。一方は霊能者が、もう一方は最初の対決でヘンリーが敗れた際にクレアに託された。

## エコーナイト#2 眠りの支配者
1999年8月5日に発売された続編。亡霊の昇天数が30人に増えた。クリア後も真相や矛盾点など未解明部分が多く残る作品となっている。

### ストーリー
1949年、アメリカ北東部。クリスティーナ・コリンズという名の女性が忽然と消息を絶った。警察は失踪事件として捜索を開始したが、リチャード・オズモンドは苛立ちを隠せなかった。捜査は一向に進展せず、恋人であるクリスティーナの行方は、ようとして知れなかった。リチャードは自分の手でクリスティーナを探し出そうと決心をし、わずかな手懸りを求めて、彼女が最後に目撃された図書館を訪れた。そこで見つけた一冊の本が、彼を数奇な運命へと導くのだった。

### 登場人物

#### 生者
没落し廃墟と化した屋敷にいる様々な目的の人々。
リチャード・オズモンド
主人公。25歳。一人称は僕。行方不明の恋人を探して屋敷に向かうが自動車事故に遭い、ブライアンに助けられる。
ブライアン・ノード
声 - 飛田展男
冒険家。クランシー家の噂を聞いてやってきた。彼がくれるオイルライターは電燈の無い部屋でもロウソクと燭台があれば明かりをともせる。
アルバート・クランシー
声 - 戸部公爾
クランシー家当主で館の主。病床の妻ジェシカのことを気にかけている。
赤い髪の女
声 - 山田美穂
館主であるアルバートにも横柄な態度をとる謎の女。プレイヤーの行動によってセリフが変わる。
ジョージ・ギブス
声 - 飛田展男
使用人。中庭の管理を任されている。悪霊の存在を恐れている。

#### 死者
何らかの理由で死に至り、館に縛り付けられた人々。
エリオット・クランシー
声 - 瀧本富士子
先代館主の後妻の息子。アルバートの腹違いの弟。熱帯魚のエサを探している。
スティーブン・マードック
声 - 北島淳司
シェフ。コショウを探している。
マーク・ビゼル
声 - 鳥海浩輔
バーテンダー。楽譜を探している。
ノーマ・ブリス
声 - 松下美由紀
音楽教師。
ジョセフ・ハモンド
声 - 西村知道
使用人。東の波止場を管理する。趣味は釣り。
ケン・マクダネル
声 - 北島淳司
研究所の研究員。イレーナが帰るのを待つ。
マイケル・スチュワート
声 - 押田浩幸
研究員。所長の帰りを待つ。
イレーナ・マジョレル
研究所の事務員。所長の妹。
ジョン・フィッシャー
研究員。
キャロル・ムーア
声 - 瀧本富士子
アルバートの祖母に育てられた養女。かくれんぼのオニだが見つけられない。
ポリー・ハンクス
声 - 菅谷政子
メイド頭。赤ん坊が泣き止まない。
アネット・オースチン
アルバートの祖母に育てられた養女。
スタンリー・オズボーン
声 - 丸山詠二
使用人。
ラリー・トラビス
使用人見習い。故郷を懐かしんでいる。
キャスリーン・クランシー
声 - 鈴木れい子
アルバートの義母の連れ子の妻。
マーガレット・ロジャース
客人の妻。
シンシア・ハミルトン
医師の妻。
エドガー・クランシー
声 - 丸山詠二
先代館主。アルバートの父親。

#### ???
クリスティーナ・コリンズ
主人公の恋人。幼少期の記憶がなく孤児として育った。自分と瓜二つなジェシカ・クランシーの写真を発見し屋敷へと向かった。
ジェシカ・クランシー
館主夫人。原因不明の病に侵されている。
霊能者
声 - 長嶝高士
前作の登場人物。今回は亡霊を全員昇天させないと会うことができない。

#### 魔物
プレイヤーの行く先々で現れる危険な亡霊。今作では各エリアを統括する配電盤に専用の鍵を差し込まないと各部屋のスイッチが作動しない。
少女
プレイヤーが最初に遭遇する亡霊。犬をけしかける。その正体はエリオットの姉でありアルバートの腹違いの妹であるカレン。愛犬であるディーノとの思い出のネックレスを渡すと正気を取り戻し、昇天する。
所長
声 - ならはしみき
研究所で遭遇する。居合抜きしてくる。イレーナの姉であり、本名はブリジット・マジョレル。父が探し求めていた聖杯の発掘を目前にして殺害されてしまい、悪霊化した。聖杯を渡すと正気を取り戻し、昇天する。
メイド
声 - ならはしみき
終盤で遭遇する。他の霊と異なり鈴の音を鳴らす。イヤリングを渡すと正気を取り戻し、昇天する。

### 用語
魂の石
アルバートが持つ「赤い石」が埋め込まれた短剣。

## ネビュラ -エコーナイト-
2004年1月22日にPlayStation 2で発売された。北米版のタイトルは『Echo Night: Beyond』。主観視点による移動方式や霊を昇天させながら進むゲーム展開、照明を点ける代わりに（霧の中に悪霊が出現する為）、換気によって安全を確保する要素など、これまでのシリーズとプレイ感覚は近い。しかし、舞台が未来に変わった結果SF要素が加わったり、監視カメラによって霊の動向を探りながら進む要素の追加、体力という概念がなくなる（心拍数に置き換わり、心拍数が一定値以上になると死亡する）など、変更・追加点も数多い。